# 이전초등학교 내룡분교
이전초등학교 내룡분교는 대한민국 경상북도 청송군 주왕산면 내룡리에 있었던 초등학교 분교이다.

## 연혁
- 1934년 4월 20일 부동공립보통학교 부설 내룡간이학교 설립 인가 및 개교
- 1934년 8월 1일 현 위치로 이전 및 교사(校舍) 신축
- 1936년 3월 25일 제1회 졸업식(15명)
- 1938년 4월 1일 부동공립심상소학교 부설 내룡간이학교 개편
- 1941년 4월 1일 부동공립국민학교 내룡분교 개편
- 1943년 4월 1일 부동국민학교 내룡분교 개편
- 1944년 4월 1일 내룡분교 내룡국민학교 승격 분리
- 한국전쟁으로 일시 휴교
- 1956년 5월 4일 교사 복구 및 재개교
- 1963년 3월 1일 내룡국민학교 항동분교 설립 인가
- 1963년 5월 1일 항동분교장 개교
- 1988년 3월 1일 항동분교장 폐교 및 본교 통폐합
- 1994년 3월 1일 이전국민학교 분교장 격하 편입
- 1996년 3월 1일 폐교 및 이전초등학교 통폐합(졸업생 누계: 46회 1,387명)